# 布魯伊利茨克里克鎮區 (伊利諾伊州埃德加縣)
布魯伊利茨克里克鎮區（英語：Brouilletts Creek Township）是位於美國伊利諾伊州埃德加縣的一個行政鎮區。

## 地方資料
根據2010年美國人口普查的數據，布魯伊利茨克里克鎮區的面積為82.90平方千米，當中陸地面積為82.90平方千米，而水域面積為0.00平方千米。當地共有人口225人，而人口密度為每平方千米2.71人。